# سمكة المهرج الظربان
سمكة المهرج الظربان (الاسم العلمي: Amphiprion akallopisos)، هو نوع من الأسماك يتبع جنس سمكة المهرج من فصيلة البوماسنتريدي. تستوطن المحيط الهندي.